# 深井正樹
深井 正樹（ふかい まさき、1980年9月13日 - ）は、山梨県南巨摩郡増穂町(現：富士川町)出身の元サッカー選手、現サッカー指導者。現役時代のポジションはフォワード（FW）。

## 来歴

### プロ入り前
増穂小学校在学中に増穂サッカースポーツ少年団にてサッカーを始める。6年生で全国大会出場も経験。
増穂中学校に入学、甲西トラベッソ（旧甲西町・現南アルプス市）に入団。クラブの「ドリブルが得意な選手を育てる」指導方針の元、ドリブルという武器が生まれる。
1996年、山梨県立韮崎高校に進学。1、3年時に全国選手権に出場し、いずれも早期敗退のため全国的には無名であったが、1回戦で敗退した3年の選手権終了後には「もっと見てみたい選手だった」と紹介する記事も存在した。
1999年、駒澤大学に進学。巻誠一郎とコンビを組み「大学サッカー史上最高の2トップ」と謳われた。ユニバーシアード代表メンバーにも選出され、北京大会にて金メダル獲得。
第81回天皇杯全日本サッカー選手権大会（2001年）ではJ1のジュビロ磐田を相手に2得点を挙げた。
2002年、駒澤大学を関東大学リーグ初優勝に導き、巻誠一郎と並び12得点で得点王にもなった。

### 鹿島アントラーズ
2003年、鹿島アントラーズに入団。3月22日のJ1・1stステージ第1節浦和レッドダイヤモンズ戦で初出場。同年11月8日J1・2ndステージ第12節ガンバ大阪戦で初ゴールを記録。この試合で2得点をあげた。
2004年、背番号が前年引退したFW長谷川祥之が背負っていた「11」に変更された。
2005年、FWアレックス・ミネイロとMF野沢拓也が2トップに定着し、左右の攻撃的MFでの出場機会が徐々に増えていった。
2006年、イタリアから帰国したFW柳沢敦ら最前線は争いが激しく、引き続きMFとしての起用が主となった。
2007年、FWとしての出場機会を求め、アルビレックス新潟に期限付き移籍をしたが、度重なるケガを含め期待された結果を出す事が出来ず、期限付き移籍期間満了となった。
2008年は、名古屋グランパスに期限付き移籍したが、出場機会に恵まれなかった。

### ジェフ千葉
2008年8月に残留争い中のジェフユナイテッド千葉へ期限付き移籍した。千葉では大学時代の盟友・巻誠一郎と再びツートップを組む。巻との相性の良さは健在で、千葉でのデビュー戦となった9月14日の東京ヴェルディで先制点の深井がJ1リーグ通算12999ゴールを、追加点の巻がJ1リーグ通算13000ゴールを挙げた。また、名古屋戦や浦和戦でも決勝点を決める活躍を見せ、J1残留に貢献した。
2009年1月5日に千葉へ完全移籍した。
2010年、ロシア・プレミアリーグのアムカル・ペルミへの移籍が決まった巻誠一郎の退団セレモニーが行われた7月31日の大分トリニータ戦でこの年唯一となる得点を決めた。このゴールについて、江尻篤彦監督は「巻の魂が深井に乗り移っていた」とコメントし、巻もセレモニー中の挨拶で「個人的には深井がゴールを決めてくれたことが本当に嬉しかったです」と語った。
2011年、開幕戦から左サイドのレギュラーとペナルティーキックのキッカー（1番手が深井、2番手が米倉恒貴と決まっていた）を務め、自身初の2桁得点となる14得点。リーグ得点ランク3位タイの成績を残した。また、第10節愛媛戦でのゴールがスカパー!のJリーグアフターゲームショーの視聴者投票によってJ2年間ベストゴールに選ばれた。
2014年1月10日、シーズン中に負った怪我の影響もあり、千葉との契約満了が発表された。同年は無所属のままリハビリを行ない、その間にはJ2第11節で千葉が開催したイベント「フクアリ満員大作戦!!」のPR部長を務めるなど、千葉の広報活動も行なっていた。

### V・ファーレン長崎
負傷が完治した2014年6月より、V・ファーレン長崎に加入。

### SC相模原
2016年よりSC相模原に完全移籍により加入した。シーズン終了後、現役を引退。

### 引退後
2017年より古巣・ジェフ千葉の普及コーチに就任。
2019年より母校・駒澤大学の総合教育研究部スポーツ・健康科学部門助授および同大学サッカー部コーチに就任。

## 人物
- 2006年、11月1日にタレントの尾上康代と入籍。2007年1月13日に結婚式を挙げた。

## 所属クラブ
- 1989年 - 1992年 増穂サッカースポーツ少年団
- 1993年 - 1995年 甲西トラベッソジュニアユース
- 1996年 - 1998年 山梨県立韮崎高等学校
- 1999年 - 2002年 駒澤大学
- 2003年 - 2008年 鹿島アントラーズ
  - 2007年 アルビレックス新潟 (期限付き移籍)
  - 2008年 - 同年8月 名古屋グランパス (期限付き移籍)
  - 2008年8月 - 同年12月 ジェフユナイテッド市原・千葉 (期限付き移籍)
- 2009年 - 2013年 ジェフユナイテッド市原・千葉
- 2014年6月 - 2015年 V・ファーレン長崎
- 2016年 SC相模原

## 個人成績
| 国内大会個人成績 | 国内大会個人成績 | 国内大会個人成績 | 国内大会個人成績 | 国内大会個人成績 | 国内大会個人成績 | 国内大会個人成績 | 国内大会個人成績 | 国内大会個人成績 | 国内大会個人成績 | 国内大会個人成績 | 国内大会個人成績 |
| 年度             | クラブ           | 背番号           | リーグ           | リーグ戦         | リーグ戦         | リーグ杯         | リーグ杯         | オープン杯       | オープン杯       | 期間通算         | 期間通算         |
| 年度             | クラブ           | 背番号           | リーグ           | 出場             | 得点             | 出場             | 得点             | 出場             | 得点             | 出場             | 得点             |
| 日本             | 日本             | 日本             | 日本             | リーグ戦         | リーグ戦         | リーグ杯         | リーグ杯         | 天皇杯           | 天皇杯           | 期間通算         | 期間通算         |
| ---------------- | ---------------- | ---------------- | ---------------- | ---------------- | ---------------- | ---------------- | ---------------- | ---------------- | ---------------- | ---------------- | ---------------- |
| 2001             | 駒大             | 10               | -                | -                | -                | -                | -                | 3                | 4                | 3                | 4                |
| 2002             | 駒大             | 10               | -                | -                | -                | -                | -                |                  |                  |                  |                  |
| 2003             | 鹿島             | 26               | J1               | 22               | 2                | 5                | 0                | 4                | 2                | 31               | 4                |
| 2004             | 鹿島             | 11               | J1               | 20               | 3                | 6                | 2                | 3                | 0                | 29               | 5                |
| 2005             | 鹿島             | 11               | J1               | 27               | 4                | 6                | 0                | 2                | 0                | 35               | 4                |
| 2006             | 鹿島             | 11               | J1               | 23               | 4                | 11               | 1                | 3                | 1                | 37               | 6                |
| 2007             | 新潟             | 9                | J1               | 18               | 2                | 5                | 1                | 1                | 0                | 24               | 3                |
| 2008             | 名古屋           | 18               | J1               | 5                | 0                | 6                | 0                | -                | -                | 11               | 0                |
| 2008             | 千葉             | 36               | J1               | 11               | 4                | -                | -                | 0                | 0                | 11               | 4                |
| 2009             | 千葉             | 9                | J1               | 32               | 6                | 6                | 2                | 2                | 0                | 40               | 8                |
| 2010             | 千葉             | 9                | J2               | 19               | 1                | -                | -                | 2                | 1                | 21               | 2                |
| 2011             | 千葉             | 9                | J2               | 36               | 14               | -                | -                | 1                | 0                | 37               | 14               |
| 2012             | 千葉             | 9                | J2               | 36               | 4                | -                | -                | 2                | 0                | 38               | 4                |
| 2013             | 千葉             | 9                | J2               | 13               | 0                | -                | -                | 1                | 1                | 14               | 1                |
| 2014             | 長崎             | 9                | J2               | 20               | 1                | -                | -                | 2                | 0                | 22               | 1                |
| 2015             | 長崎             | 9                | J2               | 7                | 0                | -                | -                | 1                | 1                | 8                | 1                |
| 2016             | 相模原           | 36               | J3               | 28               | 5                | -                | -                | -                | -                | 28               | 5                |
| 通算             | 日本             | 日本             | J1               | 158              | 25               | 45               | 6                | 15               | 3                | 218              | 34               |
| 通算             | 日本             | 日本             | J2               | 131              | 20               | -                | -                | 9                | 3                | 140              | 23               |
| 通算             | 日本             | 日本             | J3               | 28               | 5                | -                | -                | -                | -                | 28               | 5                |
| 通算             | 日本             | 日本             | 他               | -                | -                | -                | -                | 3                | 4                | 3                | 4                |
| 総通算           | 総通算           | 総通算           | 総通算           | 317              | 50               | 45               | 6                | 24               | 6                | 389              | 66               |

その他公式戦
- 2013年 
  - J1昇格プレーオフ 1試合0得点

| 国際大会個人成績 | 国際大会個人成績 | 国際大会個人成績 | 国際大会個人成績 | 国際大会個人成績 |
| 年度             | クラブ           | 背番号           | 出場             | 得点             |
| AFC              | AFC              | AFC              | ACL              | ACL              |
| ---------------- | ---------------- | ---------------- | ---------------- | ---------------- |
| 2002-03          | 鹿島             | 26               | 2                | 0                |
| 通算             | AFC              | AFC              | 2                | 0                |

## 代表歴
- ユニバーシアード日本代表
  - 2001年夏季ユニバーシアード

## 指導歴
- 2017年 - ジェフユナイテッド市原・千葉 普及コーチ

## 関連記事
- 駒澤大学の人物一覧
- 鹿島アントラーズの選手一覧
- アルビレックス新潟の選手一覧
- 名古屋グランパスエイトの選手一覧
- ジェフユナイテッド市原・千葉の選手一覧
- V・ファーレン長崎の選手一覧
- SC相模原の選手一覧